# Чемпионат Крыма по футболу
Чемпионат Крыма по футболу (укр. Чемпіонат Криму з футболу) — футбольное соревнование среди мужских любительских команд Крыма. Организацией турнира занималась Республиканская федерация футбола Крыма (РФФК). Впервые чемпионат Крыма был разыгран в 1937 году. После аннексии Крыма Россией и появления Премьер-лиги Крымского футбольного союза, где выступают профессиональные клубы, для любительских коллективов был создан Открытый чемпионат Крыма, ставший фактически вторым по уровню дивизионом на полуострове.

## История
Первые данные о проведении чемпионата Крыма относятся к 1937 году. Тогда турнир разыгрывался с 12 октября по 8 ноября. В первенстве участвовали симферопольские команды «Консервщик», «Локомотив» и «Спартак», однако в финал вышли две севастопольские команды — «Судостроитель» и ДКАФ (Дом Красной Армии и флота). Решающий матч состоялся на поле спортивного общества «Консервщик» в Симферополе, а победу в нём праздновали игроки «Судостроитель», представлявшие завод имени Серго Орджоникидзе.
В середине мая 1939 года положение о проведении футбольного чемпионата полуострова было принято комитетом по делам физкультуры и спорта Крыма. Турнир стартовал в июле в четырёх зонах (Симферополь, Севастополь, Керчь и Евпатория) среди 18 команд. Финальный этап состоялся в августе в Керчи, где победу праздновала команда «Судостроитель».
В 1940 году комитет по делам физкультуры и спорта организовал первый розыгрыш Кубка Крыма, где встретились около 100 команд. По итогам состязаний было принято разыграть чемпионат, где встретятся лучшие команды кубка. Чемпионат в итоге стартовал в сентябре 1940 года среди 10 участников, а победу в турнире одержала севастопольская команда Дома военно-морского флота (Черноморский флот).
Во время Великой Отечественной войны турнир не проводился.
Последний розыгрыш любительского чемпионата Крыма был проведён в 2014 году. Его победителем стал «Гвардеец» из посёлка Гвардейского Симферопольского района, ставший чемпионом полуострова в четвёртый раз подряд. После аннексии Крыма Россией была организована Премьер-лига Крымского футбольного союза среди профессиональных клубов, а для любительских коллективов был создан Открытый чемпионат Крыма. Для определения участников Премьер-лиги в первой половине 2015 года был проведён Всекрымский турнир.

## Победители и призёры
Победителями чемпионатов Крыма среди клубов КФК и любительских клубов становились:
| Сезон    | Победитель                      | 2 место                        | 3 место                     |
| -------- | ------------------------------- | ------------------------------ | --------------------------- |
| 1937     | Судостроитель (Севастополь)     | ДКАФ (Севастополь)             |                             |
| 1939     | Судостроитель (Севастополь)     |                                |                             |
| 1940     | Черноморский флот (Севастополь) |                                |                             |
| 1945     | ОДО (Симферополь)               |                                |                             |
| 1946 (в) | ДОФ (Севастополь)               |                                |                             |
| 1946 (о) | ОДО (Симферополь)               | Динамо (Симферополь)           | Строитель (Евпатория)       |
| 1947     | Динамо (Симферополь)            | Войковец (Керчь)               | ОДО (Симферополь)           |
| 1948     | Молот (Евпатория)               | Сталь (Керчь)                  | ОДО (Симферополь)           |
| 1949     | Металлург (Керчь)               | ОДО (Симферополь)              |                             |
| 1950     | Металлург (Керчь)               |                                |                             |
| 1951     | Молот (Евпатория)               |                                |                             |
| 1952     | ОДО (Симферополь)               |                                |                             |
| 1953     | Стрела (Евпатория)              |                                |                             |
| 1954     | Металлург (Керчь)               |                                |                             |
| 1955     | Молот (Евпатория)               |                                |                             |
| 1956     | Металлург (Керчь)               |                                |                             |
| 1957     | Буревестник (Симферополь)       | Металлург (Керчь)              | ГДО (Симферополь)           |
| 1958     | ГДО (Симферополь)               |                                |                             |
| 1959     | Спартак (Симферополь)           | ГДО (Симферополь)              |                             |
| 1960     | Металлург (Керчь)               | Динамо (Севастополь)           | ГДО (Симферополь)           |
| 1961     | Авангард (Керчь)                | Металлург (Керчь)              | Пищевик (Симферополь)       |
| 1962     | Металлург (Керчь)               |                                |                             |
| 1963     | Авангард (Севастополь)          |                                |                             |
| 1964     | Металлист (Севастополь)         |                                |                             |
| 1965     | Авангард (Керчь)                | СКЧФ (Севастополь)             | Металлист (Севастополь)     |
| 1966     | Металлист (Севастополь)         | Авангард (Керчь)               | Молот (Евпатория)           |
| 1967     | Молот (Евпатория)               | Коктебель (Щебетовка)          | Металлист (Севастополь)     |
| 1968     | Авангард (Симферополь)          | Молот (Евпатория)              | Авангард (Феодосия)         |
| 1969     | Коктебель (Щебетовка)           | Металлист (Севастополь)        | Авангард (Симферополь)      |
| 1970     | Коктебель (Щебетовка)           | Авангард (Симферополь)         | СКЧФ (Севастополь)          |
| 1971     | Авангард (Симферополь)          | Коктебель (Щебетовка)          | СКЧФ (Севастополь)          |
| 1972     | Авангард (Симферополь)          | Телезавод (Симферополь)        | Металлург (Керчь)           |
| 1973     | Авангард (Симферополь)          |                                |                             |
| 1974     | Авангард (Симферополь)          |                                |                             |
| 1975     | Титан (Армянск)                 |                                |                             |
| 1976     | Титан (Армянск)                 |                                |                             |
| 1977     | Титан (Армянск)                 |                                |                             |
| 1978     | Титан (Армянск)                 |                                |                             |
| 1979     | Титан (Армянск)                 |                                |                             |
| 1980     | Титан (Армянск)                 |                                |                             |
| 1981     | Титан (Армянск)                 | Метеор (Симферополь)           | Черноморец (Ялта)           |
| 1982     | Металлист (Севастополь)         | Черноморец (Ялта)              | Чайка (Севастополь)         |
| 1983     | Авангард (Джанкой)              | Чайка (Севастополь)            | СК КЧФ (Севастополь)        |
| 1984     | Авангард (Джанкой)              | Портовик (Керчь)               | СК КЧФ (Севастополь)        |
| 1985     | Титан (Армянск)                 | Авангард (Джанкой)             | СК КЧФ (Севастополь)        |
| 1986     | Титан (Армянск)                 | СК КЧФ (Севастополь)           | Авангард (Джанкой)          |
| 1987     | Авангард (Джанкой)              | Титан (Армянск)                | Море (Феодосия)             |
| 1988     | Титан (Армянск)                 | Чайка-2 (Севастополь)          | Строитель (Ялта)            |
| 1989     | Фрунзенец (Фрунзе)              | Чайка-2 (Севастополь)          | Метеор (Симферополь)        |
| 1990     | Титан (Армянск)                 | Сиваш (Ишунь)                  | Интурист (Ялта)             |
| 1991     | Синтез (Армянск)                | Ялта (Ялта)                    | Колос (Вилино)              |
| 1992     | Сурож (Судак)                   | Фрунзенец (Саки)               | Интурист (Ялта)             |
| 1993/94  | Фрунзенец-2 (Саки)              |                                |                             |
| 1994/95  | Черноморец (Севастополь)        | Металлург (Керчь)              | Чайка-2 (Севастополь)       |
| 1995/96  | Портовик (Керчь)                | Черноморец (Севастополь)       |                             |
| 1996/97  | ВВС Сурож (Судак)               | Черноморец (Севастополь)       | Ялта                        |
| 1997/98  | СВХ Даника (Симферополь)        | Ялта                           | Горняк (Балаклава)          |
| 1998/99  | СВХ Даника (Симферополь)        | Ялта                           | Океан-ДЮКФП (Керчь)         |
| 1999/00  | СВХ Даника (Симферополь)        | Орбита (Красногвардейское)     | Ялта                        |
| 2000/01  | Даника-Сэлма (Симферополь)      | Саки                           | Крымтеплица (Молодёжное)    |
| 2001     | Лидер (Саки)                    | Даника-Сэлма (Симферополь)     | Вилино-ТНУ (Вилино)         |
| 2002     | Крымтеплица (Молодёжное)        | Даника-Сэлма (Симферополь)     | Таврия-ТНУ (Симферополь)    |
| 2003     | Таврия-ТНУ (Симферополь)        | Даника-Сэлма (Симферополь)     | Лидер-спорт (Саки)          |
| 2004     | Химик (Красноперекопск)         | Элим (Симферополь)             | Феникс-Ильичёвец (Калинино) |
| 2005     | Феникс-Ильичёвец (Калинино)     | Таврика (Куйбышево)            | Керчь                       |
| 2006     | Евпатория-2500                  | Керчь                          | Феникс-Ильичёвец (Калинино) |
| 2007     | Спартак (Молодёжное)            | Черноморнефтегаз (Симферополь) | Кафа (Феодосия)             |
| 2008     | Спартак (Молодёжное)            | Черноморнефтегаз (Симферополь) | КАМО (Севастополь)          |
| 2009     | Спартак (Молодёжное)            | Форос                          | Химик (Красноперекопск)     |
| 2010     | Химик (Красноперекопск)         | Гвардеец (Гвардейское)         | Саки                        |
| 2011     | Гвардеец (Гвардейское)          | Камелот (Лесновка)             | Агрокапитал (Суворовское)   |
| 2012     | Гвардеец (Гвардейское)          | Химик (Красноперекопск)        | Форос                       |
| 2013     | Гвардеец (Гвардейское)          | ЮИС-Сервис (Симферополь)       | Регион (Красногвардейское)  |
| 2014     | Гвардеец (Гвардейское)          | ЮИС-Сервис (Симферополь)       | Кентавр (Кольцово)          |

## Победители по местоположению
| №     | Населённый пункт | Побед |
| ----- | ---------------- | ----- |
| 1     | Симферополь      | 17    |
| 2     | Армянск          | 12    |
| 3-4   | Севастополь      | 9     |
| 3-4   | Керчь            | 9     |
| 5     | Евпатория        | 6     |
| 6-7   | Гвардейское      | 4     |
| 6-7   | Молодёжное       | 4     |
| 8     | Джанкой          | 3     |
| 9-11  | Судак            | 2     |
| 9-11  | Щебетовка        | 2     |
| 9-11  | Саки             | 2     |
| 12-14 | Фрунзе           | 1     |
| 12-14 | Красноперекопск  | 1     |
| 12-14 | Калинино         | 1     |

## Лучшие бомбардиры
| Сезон | Футболист                    | Голов |
| ----- | ---------------------------- | ----- |
| 2004  | Александр Сугак (Химик)      |       |
| 2009  | Денис Головещенко (Форос)    | 27    |
| 2013  | Денис Головещенко (Гвардеец) |       |

## Индивидуальные награды
| Сезон | Лучший игрок               | Лучший вратарь        | Лучший защитник       | Лучший полузащитник           | Лучший нападающий          |
| ----- | -------------------------- | --------------------- | --------------------- | ----------------------------- | -------------------------- |
| 2004  |                            | Олег Фамулевич (Элим) | Денис Шудрик (Химик)  | Юрий Фокин (Феникс-Ильичёвец) | Василий Попов (Кафа)       |
| 2009  | Александр Дедов (Форос)    | Юрий Теран (Саки)     | Иван Мигаль (Спартак) | Геннадий Егоров (Химик)       | Василий Белевцев (Спартак) |
| 2013  | Алексей Храмцов (Гвардеец) | Роман Ерещенко (ИТВ)  | Андрей Мацак (Регион) | Степан Боргун (Гвардеец)      | Олег Мельник (ЮИС-Сервис)  |

## Тренеры-победители
| Сезон | Тренер            | Клуб     |
| ----- | ----------------- | -------- |
| 2004  | Александр Шудрик  | Химик    |
| 2008  | Сергей Макарович  | Спартак  |
| 2014  | Владислав Мальцев | Гвардеец |